# هاري سبنسر
هاري سبنسر (18 سبتمبر 1868 في المملكة المتحدة - 13 أكتوبر 1937 في المملكة المتحدة)  (بالإنجليزية: Harry Spencer)‏ هو لاعب كريكت بريطاني. لعب مع نادي مقاطعة ديربيشاير للكريكت ‏.